# 2B1Q
La modulazione 2B1Q (2 Binary 1 Quaternary) è utilizzata nell'interfaccia "U" delle linee ISDN in Europa.
Questo protocollo è stato definito nel 1988 (ANSI spec. T1.601) e funziona nel seguente modo:
Per ogni modulazione vengono codificati 2 bit.
I dati vengono codificati con questo sistema che consente praticamente il raddoppio della velocità (con 80 kbaud si hanno 160 kbps).
Al livello fisico la linea ISDN sull'interfaccia "U" è a 120 Volt, per trasmettere i dati vengono create delle piccole differenze di tensione con i seguenti parametri:
| Bit | Simbolo | Volt   |
| --- | ------- | ------ |
| 00  | -3      | -2.5   |
| 01  | -1      | -0.833 |
| 10  | +3      | +2.5   |
| 11  | +1      | +0.833 |

In questo modo i dati possono assumere 4 simboli diversi, perché con 2 bit ci sono 4 combinazioni possibili.
Questo tipo di trasmissione ha rimpiazzato il vecchio sistema 4B3T (4 Binary 3 Ternary) ed abbassando il baud rate permettendo di aumentare la distanza massima raggiungibile per una linea ISDN.